# Daiquiri
Il daiquiri è un cocktail da aperitivo di tipo sour di origini caraibiche a base di rum bianco, succo di limetta e sciroppo di zucchero, servito in coppetta da cocktail.
È un cocktail riconosciuto ufficialmente dall'IBA, assieme alla sua variante Hemingway Special, una particolare versione creata per il famoso scrittore, che era un grande estimatore del Daiquiri.

## Storia
Già in voga negli USA ai primi del Novecento, le sue origini vengono fatte risalire al 1898 quando vi fu la guerra tra Stati Uniti e Spagna, dopo l'affondamento della nave Maine nel porto dell'Avana. Secondo gli storiografi un marine sbarcò in un piccolo villaggio nei pressi di Santiago di Cuba, precisamente a Daiquiri. Qui per placare la sete entrò in una baracca che fungeva da mescita. Rifiutandosi di bere rum liscio, lo fece allungare con succo di limetta e poi lo corresse ulteriormente con un po' di zucchero.
Un'altra leggenda, sposta la sua data di nascita nel 1905, pochi anni più tardi, quando alcuni ingegneri americani impegnati nei lavori in una miniera lo inventarono e gli diedero il nome della spiaggia cubana Daiquiri. Successe che l'ingegnere Pagliuchi visitò una miniera di ferro ad est di Cuba chiamata Daiquiri. Qui fece domande all'ingegnere americano Jennings S. Cox sul funzionamento della miniera per poterne esplorare altre. Alla fine della giornata, Pagliuchi propose di bere qualcosa. La leggenda narra che Cox avesse a disposizione solo rum, limetta e zucchero. Miscelarono gli ingredienti in uno shaker con ghiaccio e Pagliuchi fece: "Come si chiama questo cocktail?". "Non ha un nome...potrebbe essere un rum sour", rispose Cox. Pagliuchi concluse: "Questo nome non è degno di un cocktail così fine e delizioso come il nostro. Lo chiameremo Daiquiri".
Fu probabilmente Constantino Ribalaigua Vert, mentre lavorava come barman al bar El Floridita, a rendere famoso questo cocktail nella sua composizione attuale col nome de La Cuna del Daiquiri.

## Composizione

### Ingredienti
- 6 cl di rum bianco
- 2 cl di succo di limetta fresca
- 2 cucchiai di sciroppo di zucchero

### Preparazione
Mettere nello shaker tutti gli ingredienti, aggiungere il ghiaccio, mischiare bene per amalgamare lo zucchero e servire in coppetta da cocktail attraverso uno strainer.

## Citazioni e riferimenti
Il Daiquiri è celebre per essere stato uno dei preferiti dallo scrittore Ernest Hemingway, assieme al mojito. Viene anche ripetutamente citato nel film Il nostro agente all'Avana (1959), tratto dal romanzo di Graham Greene. Viene citato inoltre in Improvvisamente, l'estate scorsa (film del 1959, diretto da Joseph L. Mankiewicz) da mrs. Venable (Katharine Hepburn) che lo offre al dr. Cukrowicz (Montgomery Clift). Un Daiquiri è uno degli elementi chiave nel giallo Assassinio allo specchio di Guy Hamilton, tratto dal romanzo di Agatha Christie. Viene anche citato nel film Il padrino - Parte II, quando Fredo Corleone (John Cazale) lo ordina mentre è a colloquio con il fratello Mike (Al Pacino).

## Varianti
- Banana Daiquiri: una versione del Daiquiri. La ricetta internazionale dell'IBA non prevede la crema di banana, mentre altri ricettari la consigliano. Non più presente nella lista ufficiale IBA.
- Frozen Daiquiri: un'altra versione del Daiquiri. Ottima d'estate, rinfrescante, adatta alle serate calde. La ricetta internazionale dell'IBA riporta tra gli ingredienti anche la presenza di una pallina di gelato. Il bicchiere più adatto a servire il Frozen Daiquiri è il goblet. Si tratta di un bicchiere simile ad una coppa, idoneo per long drink. Anch'essa non è più presente nella lista.
- Hemingway Special (anche noto come Hemingway Daiquiri o Papa doble): variante del Daiquiri, riconosciuta dall'IBA,[3] senza zucchero, con una quantità maggiore di rum e con l'aggiunta di maraschino e succo di pompelmo.
- Superior Daiquiri: cocktail che trova le sue origini a Porto Rico nel 1962, ricetta riscoperta nel 2012 in Italia dentro un vecchio manuale dell'UKBG (l'associazione dei barmen inglesi); la ricetta prevede l'utilizzo del succo di mandarino in sostituzione di quello di limetta e una goccia di bitter Campari che lo rende molto italiano.